# Arfakhoningeter
De Arfakhoningeter (Melipotes gymnops) is een vogel uit de familie Meliphagidae (honingeters). Het is een endemische vogelsoort uit Nieuw-Guinea.

## Beschrijving
De Arfakhoningeter is een middelgrote, donkergrijze vogel van 22 cm lengte. Opvallend is de grote oranje, naakte huid rond het oog. De vogel lijkt qua gedrag en keuze voor het leefgebied sterk op de geelwanghoningeter.

## Voorkomen en leefgebied
De Arfakhoningeter komt voor in bossen en langs bosranden in de bergen in het noorden van Vogelkop (West-Papoea, Indonesië) in het Tamrau- en Arfakgebergte en op Wandammen op hoogten tussen 1200 en 2700 m boven de zeespiegel. Het is geen bedreigde diersoort.